# Dirk Sommerfeld
Dirk Sommerfeld (* 7. August 1960) ist ein ehemaliger deutscher Handballspieler.
Sommerfeld, der mit der Rückennummer 8 auflief, spielte meist auf Rückraum links. In der Jugend begann Sommerfeld beim MTV Leck. Als Aktiver wechselte er zum THW Kiel. Nach nur einer Spielzeit ging der zum TSB Flensburg. Nach zwei Jahren kehrte er nach Kiel zurück und blieb fünf Jahre, bevor es ihn 1986 wieder nach Flensburg zur TSB Flensburg/SG Weiche-Handewitt zog. In Flensburg beendete er dann 1990 seine Karriere.
In seiner Zeit als Bundesligaspieler erzielte er in insgesamt 176 Bundesligaspielen 365 Tore, davon 45 per Siebenmeter. Für die Nationalmannschaft bestritt Sommerfeld zwei A-Länderspiele, in denen er drei Tore erzielte.